# Усатки
Усатки (лат. Hypeninae) — подсемейство чешуекрылых семейства Erebidae.

## Описание
Дыхальце первого стернита брюшка расположено ниже «ушной раковины» (постспираулярный тип). Усики самца без утолщения в середине жгутика. Щупики обычно направлены вперёд, сильно вытянуты, длиннее головы и груди, вместе взятых. В некоторых группах рода Hypena глаза окаймлены длинными ресничками.

## Систематика
Роды подсемейства:
- Acmana — Acrarmostis — Aethalina — Agassizia — Aglaonice — Alelimma — Alelimminola — Alesua — Alinza — Alogonia — Ametropalpis — Anagoa — Aneliopis — Anepischetos — Anitha — Anomophlebia — Apanda — Aphorisma — Apladrapsa — Argania — Argillana — Ariphrades — Arsina — Asylaea — Athurmodes — Atopomorpha — Auchmophanes — Aulocheta — Aventiola — Avirostrum — Badausa — Ballonicha — Berocynta — Biangulypena — Bleptiphora — Boalda — Bomolocha — Bostrycharia — Brithodes — Camphypena — Camptocrossa — Casperia — Catada — Catadella — Ceraptila — Cholimma — Colobochyla — Conscitalypena — Corethrobela — Craccaphila — Ctenypena — Dapha — Diallagma — Dichromia — Dida — Ectogoniella — Elaphristis — Erna — Esthlodora — Euhypena — Euphiuche — Euzancla — Extremypena — Falcimala — Foveades — Gizama — Gravodos — Harita — Hypena — Hypenagoniodes — Hypenarana — Hypendalia — Hypenomorpha — Hypenopsis — Hyperaucha — Hyposemeia — Hyrcanypena — Jussalypena — Larissa — Leucanimorpha — Lithilaria — Lophocraspedon — Macrhypena — Macristis — Madoce — Mathura — Maxia — Meghypena — Mekrania — Melanomma — Metina — Micramma — Modunga — Motina — Mystomemia — Nesamiptis — Niaccabana — Obesypena — Ogoas — Ophiuche — Opotura — Pancra — Paranoratha — Parasiopsis — Parhypena — Paurophylla — Peliala — Phanaspa — Philogethes — Placerobela — Plathypena — Plumipalpia — Protoschrankia — Pseudodichromia — Pseudoschrankia — Ptochosiphla — Rhazunda — Rhynchina — Rhynchodontodes — Ricla — Rivulana — Rostrypena — Sarmatia (S. interitalis) — Sarobela — Saroptila — Sotigena — Staga — Stenbergmania — Stenhypena — Stenopaltis — Strigina — Suma — Tamsola — Tetracme — Tetrastictypena — Tigrana — Tornosinus — Trauaxa — Trichypena — Trilophonota — Zanclopalpus — Zekelita — Zeuxinia — Zophochroa